# Zacisze (powiat gryficki)
Zacisze – wieś w północno-zachodniej Polsce, położona w województwie zachodniopomorskim, w powiecie gryfickim, w północnej części gminy Gryfice.
Dzieci z Zacisza dowożone są do Szkoły Podstawowej w Górzycy, a młodzież gimnazjalna dowożona jest do Gimnazjum nr 1 w Gryficach. Mieszkańcy zaopatrują się w wodę ze studni przydomowych.
Wieś leży na Równinie Gryfickiej. Ok. 0,8 km na północny zachód od wsi znajduje się wzniesienie Warblanka.

## Rys historyczny
Zacisze założone zostało w 1819 roku na gruntach należących do wsi Otok. Początkowo było tam dwóch zagrodników i sześciu chałupników, zlokalizowany był tam również wiatrak. Pod koniec XIX wieku wybudowano folwark, który był gospodarstwem pomocniczym dla folwarku w Otoku.
W latach 1975–1998 miejscowość należała administracyjnie do województwa szczecińskiego.